# Observatorul Königstuhl

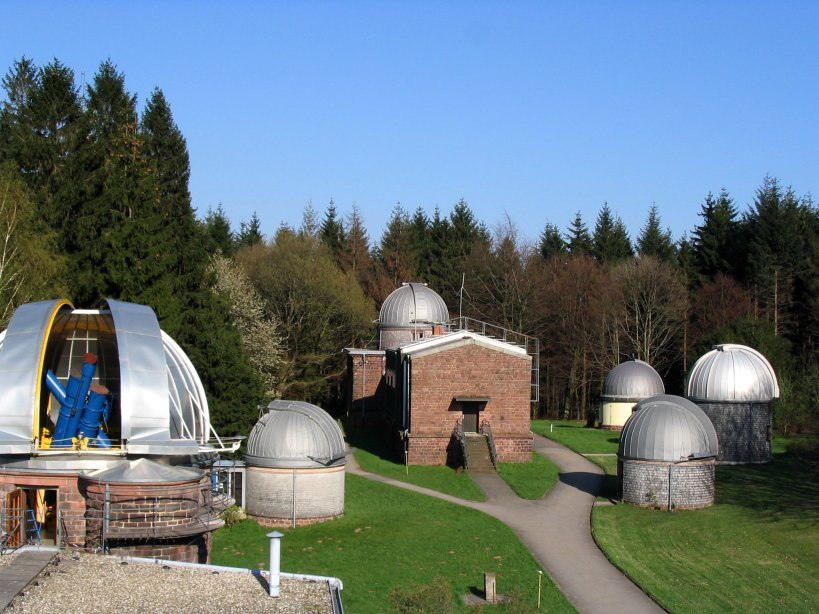
Observatorul Heidelberg-Königstuhl

Observatorul  Königstuhl sau, în germană Landessternwarte Königstuhl sau mai simplu LSW, este un observator astronomic situat în apropiere de vârful muntelui Königstuhl, aproape de orașul Heidelberg, Baden-Württemberg în Germania. LSW a fost fondat în 1898 și face parte din centrul astronomic al Universității din Heidelberg din 2005.
Primul observator fusese deschis la origine în secolul al XVIII-lea, în orașului vecin Mannheim, însă deteriorarea progresivă a condițiilor de observație a impus transferarea acestuia la Königstuhl.
Observatorul face parte din Centrul de Astronomie al Universității din Heidelberg. Institutul Max Planck de astronomie a fost deschis în 1967, într-un sit adiacent observatorului.
Directorul actual al observatorului (din 2006) este Andreas Quirrenbach.